# Агропросперіс Банк
Агропросперіс Банк (АП Банк) – український банк із 100% західним капіталом (США та Європа). 
Банком опосередковано володіє фонд NCH Agribusiness Partners II. Інвестори фонду - відомі міжнародні інститути США та Європи, в тому числі Європейський банк реконструкції та розвитку (ЄБРР).
Керівництво фондом здійснює  NCH Capital Inc.(США), що з 1993 року управляє інвестиціями у розмірі понад 3 млрд дол. США через 11 регіональних офісів по всьому світу.
Основним напрямком діяльності Агропросперіс Банку є фінансування малих і середніх агровиробників, які вирощують експортні культури. Банк надає фінансування під заставу майбутнього врожаю або зерна на елеваторі та є першим в Україні банком, який кредитує під аграрні розписки.
Агропросперіс Банк підписав більше 20 партнерських програм із провідними виробниками і постачальниками с/г техніки, за якими агровиробники із площею земель від 100 га можуть придбати якісну техніку за пільговими відсотковими ставками, на термін до 7 років, без обов’язкового першого внеску та без витрат на оцінку і страхування застави.
Загальні активи банку за результатами 2023 року склали 4 млрд грн, а прибуток становив 13 млн грн. Фінансова звітність Агропросперіс Банку за перші три місяці 2024 року свідчить, що за результатами кварталу активи банку виросли до 4,98 млрд грн.
8 грудня 2017 року рейтингове агентство Експерт-Рейтинг [Архівовано 10 липня 2020 у Wayback Machine.] присвоїло Агропросперіс Банку довгостроковий кредитний рейтинг на рівні uaAA, що характеризує дуже високу кредитоспроможність, та найвищий рейтинг депозитів на рівні ua1 за національною шкалою.
У лютому 2019 року Європейський фонд для Південно-Східної Європи (EFSE) [Архівовано 9 липня 2020 у Wayback Machine.], який представлений Finance in Motion, надав Агропросперіс Банку кредит у гривні в еквіваленті 5 млн євро для фінансування українських агровиробників. У 2020 році EFSE надав банку другий кредит у розмірі 5 млн євро.
У 2019 році банк почав розбудовувати мережу відділень, відкривши два відділення у Києві – по вул. Велика Васильківська 84/20 [Архівовано 23 грудня 2019 у Wayback Machine.]  і по вул. Московська 46/2 [Архівовано 23 грудня 2019 у Wayback Machine.]. На сьогодні банк має відділення у м. Київ, Вінниця та Львів.  
Головний офіс розташований у Києві за адресою: б-р В. Гавела, 6, корп. 3, літ. У.

## Історія
У 2006 році інвестиційний фонд NCH Advisors розпочав інвестиції у сільське господарство України.
16 липня 2015 року Agro Holdings (Ukraine) Limited, дочірня компанія NCH Advisors, уклала угоду з придбання ПАТ «Астра Банк», який був зареєстрований у 2007 році, а у 2015 році визнаний неплатоспроможним Національним банком України. Дана угода стала першим і на разі єдиним випадком купівлі неплатоспроможного банку і приведення його нормативів капіталу та ліквідності у відповідність до законодавства.
4 лютого 2016 року банк вийшов на ринок під новим брендом – «Агропросперіс Банк»
У лютому 2016 року банк оформив першу в Україні фінансову аграрну розписку і до сьогодні залишається лідером за кількістю укладених аграрних розписок.
У 2022 і 2023 роках банк отримав відзнаки "Банк-лідер за надійністю заощаджень для фізичних осіб" та "Найкращий банк для агробізнесу" на Всеукраїнському конкурсі «Банк Року» від International Financial Club "Bankir".
У 2024 році банк став призером номінації «Накращий депозит» престижної премії FinAwards 2024.